# Важецкая пещера
Важецкая пещера (словац. Važecká jaskyňa, венг. Vázseci-barlang) — пещера в северной Словакии, недалеко от деревни Важец. Пещера расположена на высоте 748 метров над уровнем моря в горном массиве Низкие Татры. Важецкая пещера была обнаружена в 1922. В настоящее время маршрут для посетителей составляет 230 м в длину и занимает около 15 минут. Общая же длина пещеры — 530 м. Несмотря на то, что она не очень глубокая, она очень богата сталактитами, а также известна своей фауной (например, рукокрылыми, коллемболами, подковоносыми, в частности малым подковоносом).